# Deadman's Island
Deadman Island ("l'isola dei morti") è un'isola di 3,8 ettari situata nella laguna di Coal Harbour, a Vancouver, nella Columbia Britannica (Canada). Viene comunemente chiamata Deadman's Island, sebbene nella denominazione ufficiale stabilita dal Geographical Names Board of Canada il genitivo sassone sia stato soppresso. Viene usata soprattutto come base navale della marina militare canadese. L'isola è collegata alla terraferma da un ponte di legno che la unisce a Stanley Park.
Non è nota con certezza l'origine del nome dell'isola. Certamente, prima della colonizzazione europea l'isola veniva usata come luogo di sepoltura da parte dei nativi Squamish, nella cui tradizione orale si ricorda anche una sanguinosa battaglia avvenuta proprio sull'isola. I colonizzatori europei ripresero dai nativi l'abitudine di usare l'isola come cimitero almeno fino al 1887, e fra il 1888 e il 1892 la utilizzarono invece come luogo di quarantena per le vittime della violenta epidemia di vaiolo esplosa nella regione.